# Sofia Sondervan

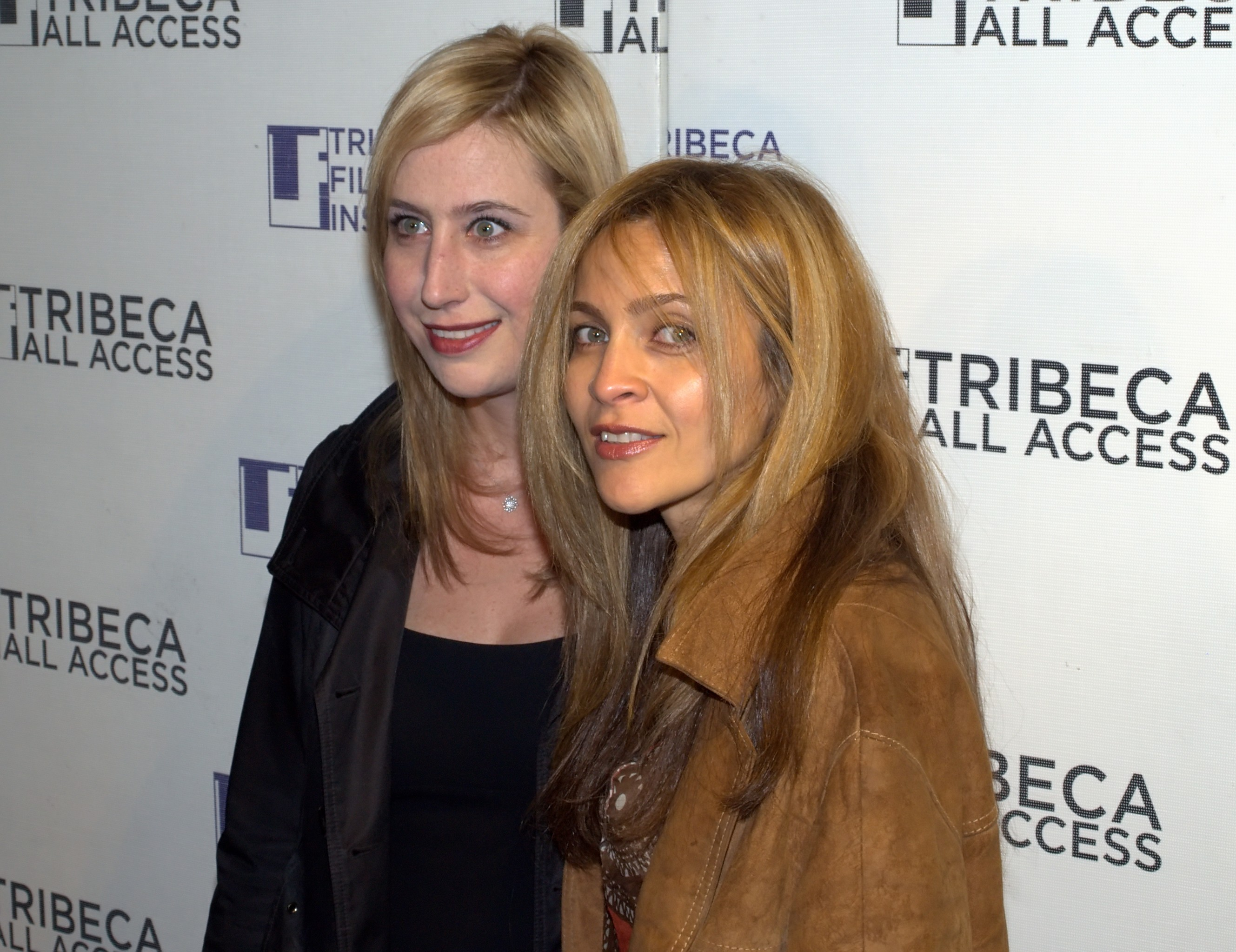
Sofia Sondervan (links) mit Darnell Martin auf dem Tribeca Film Festival 2010

Sofia Sondervan-Bild (* in Amsterdam, Niederlande) ist eine niederländisch-US-amerikanische Filmproduzentin.

## Leben
Sofia Sondervan wuchs in den Niederlanden auf. Sie studierte Bildende Kunst für Film und Fernsehen an der New York Universitys Tisch School of the Arts und schloss ihren Bachelor mit Cum laude ab. Während ihrer Zeit dort drehte sie einige Kurzfilme, die jedoch nicht veröffentlicht wurden. Anschließend arbeitete sie als Senior Vice President of Acquisitions and Productions für POP.com und als Head of Acquisition für Cary Woods Independent Pictures.
Es folgte ein Engagement für ContentFilm. In dieser Zeit produzierte sie Party Monster (2003), Rick (2003), The Hebrew Hammer (2003) und The King (2005).
2005 gründete sie Sony Music Film und produzierte Cadillac Records, für den sie den Black Reel Award gewann. Sie produzierte außerdem Feel the Noise (2007). Anschließend gründete sie Dutch Tilt Films, für die sie unter anderem Ein fast perfektes Verbrechen (2011), Die Poesie des Unendlichen (2015) und Londown Town (2016) produzierte. Für den Kurzfilm Der Briefwechsel erhielt sie 2021 ihre erste Oscar-Nominierung.
2020 erschien auch ihr Regiedebüt, der Kurzfilm Stella über den Überlebenskampf einer Jüdin während der nationalsozialistischen Besetzung der Niederlande.
Sofia Sondervan lehrt an der Tisch School of Arts sowie der School of Visual Arts Filmproduktion.

## Filmografie
Produzentin
- 2003: Party Monster
- 2003: Rick
- 2003: The Hebrew Hammer
- 2005: The King oder Das 11. Gebot (The King)
- 2007: Feel the Noise
- 2008: Cadillac Records
- 2011: Ein fast perfektes Verbrechen (Bringing Up Bobby)
- 2015: Die Poesie des Unendlichen (The Man Who Knew Infinity)
- 2016: Urge: Rausch ohne Limit (Urge)
- 2016: London Town
- 2020: Der Briefwechsel (The Letter Room, Kurzfilm)

Regie
- 2020: Stella (Kurzfilm)